# Abzugsteuern
Als Abzugsteuern werden in der Finanzwissenschaft und in der Steuerlehre Steuergruppen bezeichnet, bei denen Steuerschuldner/Steuerträger und Steuerzahler nicht identisch sind, weil ein direkter Steuereinbehalt an der Einkommensquelle erfolgt.

## Allgemeines
In Deutschland wird im Steuerrecht, vor allem in der Amtssprache und in der Finanzwissenschaft, traditionell das Fugen-s weggelassen (Körperschaftsteuer, Verkehrsteuer, Verbrauchsteuer, Aufwandsteuer, Abzugsteuer);, in Österreich und der Schweiz dagegen meist verwendet.
Den Abzugsteuern liegt das Abzugsverfahren zugrunde, bei dem die Einkommensquelle oder die Ertragsquelle nach § 33 AO die Steuer für Rechnung eines Dritten einzubehalten und an das Finanzamt (Steuergläubiger) abzuführen hat. In der AO ist die Abzugsteuer als Rechtsbegriff enthalten, denn die „Gefährdung der Abzugsteuern“ wird in § 380 AO als Ordnungswidrigkeit eingestuft.

## Begriffsgeschichte
Zuerst tauchte der Begriff der Abzugsteuern noch mit der Bedeutung auf, dass jemand bei Veräußerung seines Hab und Guts wegen Wohnsitzwechsels eine solche Steuer zu entrichten hatte. Es gab im Juni 1714 in Köln eine sogenannte Abzugssteuer, welche jeder, ohne Unterschied der Religion, und zwar in gleichem Maße zu zahlen verpflichtet war, sobald er die Ringmauern der Stadt zu verlassen und sich anderswohin zu begeben beabsichtigte. Diese Form der Abzugsteuer wurde durch Artikel XVI Deutsche Bundesakte im Juni 1815 aufgehoben.
In Württemberg wurde spätestens seit 1764 von allen „Besoldungs-Participanten“ der Arbeitslohn im Abzugsverfahren erhoben. Die in Ostpreußen 1808 eingeführte erste deutsche Einkommensteuer sah ebenfalls den Steuerabzug an der Quelle vor. Ab 1925 wurde der Steuerabzug vom Arbeitslohn deutschlandweit bei allen Arbeitnehmern eingeführt.
Quellensteuern tauchten erstmals im Außensteuerrecht auf. Es handelt sich um Steuern, die vom Quellenstaat von Steuerausländern im Rahmen der beschränkten Steuerpflicht direkt vom Ertrag erhoben werden. In Deutschland wurde im März 1965 eine Kuponsteuer eingeführt, die den Zinsertrag inländischer Unternehmensanleihen besteuerte, wenn sich diese im Besitz von Gebietsfremden befanden. Sie war eine typische Quellensteuer und wurde im Dezember 1984 abgeschafft.
Erst im Oktober 1987 entwickelten sich Quellensteuern im engeren Sinne auf Kapitalerträge (Habenzinsen, Anleihezinsen, Dividenden) oder Lizenzeinnahmen. Quellensteuern beruhen auf dem Quellenprinzip, wonach eine Steuererhebung am Ort und zur Zeit der Entstehung der steuerpflichtigen Einnahme (Einkunftsart oder Ertrag) stattfindet.

## Rechtsgrundlagen
Abzugsteuern sind keine eigenständige Steuerart, sondern eine besondere Form der Steuererhebung, bei der ein Dritter, der dem Steuerschuldner die steuerpflichtigen Einnahmen zuwendet, im Zeitpunkt der Auszahlung den Steuerbetrag abzuziehen und sodann an das Finanzamt abzuführen hat. Der Steuerabzugspflichtige muss die Abzugsbeträge selbst berechnen und über den durchgeführten Steuerabzug eine Steuererklärung in Form einer Steueranmeldung beim zuständigen Betriebsstätten-Finanzamt abgeben (§ 150 AO in Verbindung mit § 41a Abs. 1 Nr. 1 EStG für die Lohnsteuer). Deshalb sind Abzugsteuern eine kostengünstige Steuereinnahme für den Steuergläubiger.
Da der Abzug der Steuer also meist direkt an der Einkommens- oder Ertragsquelle erfolgt, wird synonym oft auch von Quellensteuern gesprochen. Quelle einer Einkunftsart ist beispielsweise der Arbeitgeber (für das Arbeitseinkommen) oder ein Gewerbebetrieb (für den Gewinn), Ertragsquelle sind etwa Kreditinstitute für Habenzinsen oder Emittenten für Kapitaleinkünfte. Diese Quellen haben anstelle des steuerpflichtigen Zahlungsempfängers die Steuern direkt für diesen an das Finanzamt abzuführen.

## Arten
Unterschieden wird generell zwischen:
- anrechenbaren Abzugsteuern: Sie haben den Charakter einer Steuervorauszahlung auf die endgültige Steuerschuld (z. B. stellt die Lohnsteuer eine Vorauszahlung auf die endgültige Steuerschuld dar).
- nicht anrechenbaren Abzugsteuern (Abgeltungsteuern), bei denen der Steueranspruch mit der Abführung der Abzugsteuer endgültig abgegolten ist (etwa beim Kapitalertrag aus bestimmten Wertpapieren).
- Mischformen, bei denen der Steuerpflichtige teilweise wählen kann, ob die Abzugsteuern endgültige Wirkung haben oder im Rahmen einer Veranlagung auf eine – nach individuellen Tatbeständen – ausgerechnete Steuerschuld angerechnet werden sollen (etwa bei Zins- und Dividendenerträgen).

Während anrechenbare Abzugsteuern allgemein mit einem höheren Steuersatz ausgestaltet sind, liegt der Steuersatz für die zweite Art in der Regel niedriger. Seit Januar 2009 gibt es in Deutschland eine Abgeltungsteuer für Kapitalerträge von Privatanlegern in Höhe von einheitlich 25 %.
Die Einkommensteuer wird in drei wichtigen Bereichen als Abzugsteuer an der Einnahmen-Quelle erhoben, und zwar bei der Lohnsteuer, Kapitalertragsteuer (einschließlich Zinsabschlagsteuer) und der Abzugsteuer des § 50a EStG für beschränkt Steuerpflichtige. Das gilt unabhängig vom Aufenthaltsort des Zahlungsempfängers für die Lohnsteuer (§§ 38 ff. EStG), die Kapitalertragsteuer (§§ 43 ff. EStG) und die Bauabzugsteuer (§§ 48 ff. EStG). Bei Zahlungen an beschränkt Steuerpflichtige ist dies zu beachten bei der Aufsichtsratsteuer (§ 50a Abs. 1 Nr. 4 EStG), Zahlungen an ausländische Künstler, Sportler usw. für Auftritte in Deutschland (§ 50 Abs. 1 Nr. 1 und 2 EStG) und Zahlungen für Lizenzen und bestimmte andere Rechte (§ 50 Abs. 1 Nr. 3 EStG).

## Wirtschaftliche Aspekte
Abzugsteuern stellen eine besondere Form der Steuererhebung dar. Die allgemeine Erhebung findet durch Veranlagung statt, die durch die Steuererklärung des Steuerpflichtigen ausgelöst wird.
Lohnsteuer und Kapitalertragsteuern sind – im Hinblick auf das Steueraufkommen – die bedeutendsten erhobenen Steuerarten des Abzugsverfahrens. Bei der Lohnsteuer hat dies zur Folge, dass die Steuer vom Zahler des Einkommens (Arbeitgeber) bei der Auszahlung des Einkommens einbehalten und an das Finanzamt abgeführt wird. Dem Arbeitnehmer fließt also nicht das – ihm nach dem Arbeitsvertrag zustehende – Bruttoeinkommen, sondern das geringere Nettoeinkommen zu. Die Kapitalertragsteuer als Abzugsteuer auf Einkünfte aus Kapitalvermögen (§ 20 EStG) hat den Kapitalertrag aus dem Kapitalvermögen als Steuerobjekt.

## International
Die Schweiz ist seit Januar 2019 der einzige Staat, in dem die Einkommensteuer nicht direkt vom Arbeitgeber vom Arbeitseinkommen abgezogen wird. Vielmehr müssen Arbeitnehmer eine Steuererklärung abgeben, aufgrund der die Einkommensteuer berechnet wird. Deshalb fließen dem Arbeitnehmer (wenn man von Sozialabgaben absieht) Bruttoeinkommen zu, von denen ein Teil für die spätere Steuerzahlung vom Steuerpflichtigen gespart werden muss. Nur die Einkünfte der Ausländer ohne Niederlassungsbewilligung (Ausweis C) werden als Quellensteuer vom Arbeitgeber einbehalten.
In Frankreich galt bis Dezember 2018 das schweizerische System; im Januar 2019 ist das Abzugsverfahren für Arbeitseinkommen eingeführt worden.

## Abgrenzung
Der Begriff des Steuerabzugs umfasst neben den Abzugsteuern auch den Steuerabzug bei Bauleistungen und den Vorsteuerabzug bei der Umsatzsteuer. Mit Quellensteuern werden die Steuerarten bezeichnet, bei denen sich der Steuergläubiger des Quellenabzugsverfahrens bedient. Abzugsteuern und Quellensteuern werden von einem Teil der Fachliteratur als Synonyme betrachtet. Der Begriff der Quellensteuer ist ein Terminus technicus allein des internationalen Steuerrechts, während die deutschen Steuergesetze traditionell den Begriff der Abzugsteuer benutzen.